# Geometría molecular trigonal plana

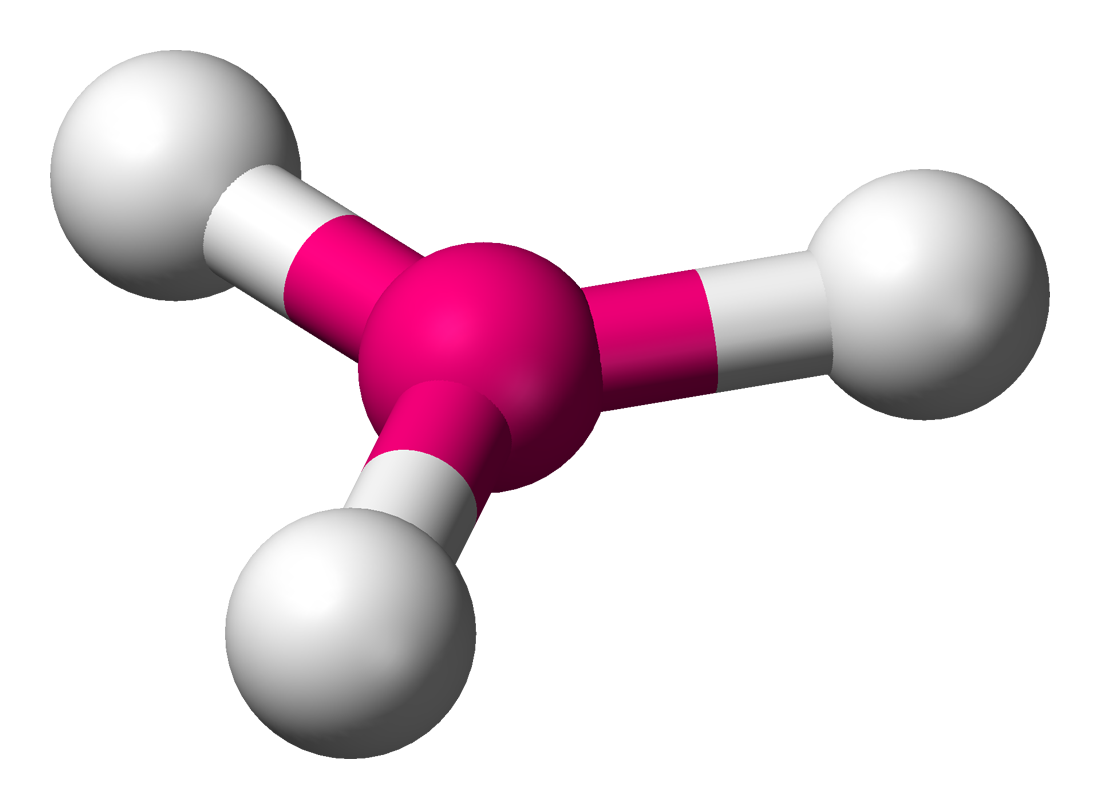
Estructura idealizada de un compuesto de coordinación con geometría triangular plana

En química, la geometría molecular triangular plana es un tipo de geometría molecular con un átomo en el centro y tres átomos en las esquinas de un triángulo, llamados átomos periféricos, todo ellos en el mismo plano. En una especie trigonal plana ideal, los tres ligandos son idénticos y todos los ángulos de enlace son de 120°. Estas especies pertenecen al grupo puntual D3h. Las moléculas en las que los tres ligandos no son idénticos, por ejemplo, el H2CO, se apartan de esta geometría ideal. Entre los ejemplos de moléculas con una geometría trigonal plana tenemos el trifluoruro de boro (BF3), el formaldehído (H2CO), el fosgeno (COCl2), y el trióxido de azufre (SO3). Algunos iones con geometría trigonal plana son: nitrato (NO3-), carbonato (CO32-), y guanidinio C(NH2)3+.
En química orgánica, los átomos de carbono centrales con geometría triangular plana se dice que poseen hibridación sp2, lo cual justifica los ángulos observados de 120°.

## Distorsiones
La inversión del nitrógeno es la distorsión de la pirámide que forma el grupo amino a través de un estado de transición que es trigonal plano.
La piramidalización es una distorsión de la forma molecular hacia una geometría molecular tetraédrica. Una manera de observar esta distorsión se encuentra en los alquenos piramidales.